# Tmesisternus ochraceosignatus
Tmesisternus ochraceosignatus es una especie de escarabajo del género Tmesisternus, familia Cerambycidae. Fue descrita científicamente por Breuning en 1939.
Habita en Indonesia. Esta especie mide 19-22 mm.